# Vícar
Vícar là một đô thị thuộc tỉnh Almería, ở cộng đồng tự trị Andalusia, Tây Ban Nha. Đô thị này có diện tích 64 km², dân số năm 2005 là 20.220 người.

## Biến động dân số
| 2000   | 2001   | 2002   | 2003   | 2004   | 2005   | 2006   |
| ------ | ------ | ------ | ------ | ------ | ------ | ------ |
| 15,940 | 16,523 | 16,464 | 16,747 | 16,935 | 19,830 | 20,220 |

Nguồn: INE (Tây Ban Nha)